# Stockach (Allersberg)
Stockach ist ein Gemeindeteil des Marktes Allersberg im Landkreis Roth (Mittelfranken, Bayern). Stockach liegt in der Gemarkung Ebenried.

## Lage
Die Einöde liegt auf einer Anhöhe. Im Nordwesten befindet sich das Waldgebiet Stockilohe, ansonsten ist der Ort von Acker- und Grünland umgeben. Eine Gemeindeverbindungsstraße führt nach Ebenried zur Kreisstraße RH 8 (0,7 km nordöstlich) bzw. nach Uttenhofen (1,4 km westlich). Jeweils am Ortsausgang gibt es eine Eiche, die als Naturdenkmal geschützt ist.

## Geschichte
1269 wurde Stockach erstmals urkundlich erwähnt.
Gegen Ende des 18. Jahrhunderts gab es in Stockach zwei Anwesen, eine Kapelle und ein Gemeindehirtenhaus. Das Hochgericht übte das pfalz-neuburgische Pflegamt Hilpoltstein aus. Das Niedergericht und die Grundherrschaft über beide Anwesen hatte das pfalz-neuburgische Landrichteramt Allersberg.
Im Rahmen des Gemeindeedikts (frühes 19. Jahrhundert) wurde Stockach dem Steuerdistrikt und der Ruralgemeinde Ebenried zugewiesen. Am 1. Januar 1972 erfolgte im Zuge der Gebietsreform in Bayern die Eingemeindung nach Allersberg.

### Baudenkmäler
- Katholische Ortskapelle[9]

### Einwohnerentwicklung
| Jahr      | 001818 | 001836 | 001861 | 001871 | 001885 | 001900 | 001925 | 001950 | 001961 | 001970 | 001987 |
| Einwohner | 17     | 16     | 20     | 17     | 19     | 18     | 15     | 17     | 12     | 12     | 8      |
| Häuser    | 5      | 3      |        |        | 2      | 2      | 2      | 2      | 2      |        | 2      |
| Quelle    | [ 11 ] | [ 12 ] | [ 13 ] | [ 14 ] | [ 15 ] | [ 16 ] | [ 17 ] | [ 18 ] | [ 19 ] | [ 20 ] | [ 1 ]  |

## Religion
Stockach ist römisch-katholisch geprägt und war ursprünglich nach St. Blasius (Mörsdorf) gepfarrt, heute ist die Pfarrei Mariä Himmelfahrt (Allersberg) zuständig. Die Einwohner evangelisch-lutherischer Konfession gehören zur Pfarrei Ebenried.